# 里卡多·博奇諾
里卡多·博奇諾（義大利語：Riccardo Bocchino；1988年3月3日—）是一位意大利橄欖球運動員。他是意大利國家橄欖球隊的一員，代表意大利參加了2011年世界盃橄欖球賽。